# 叢書

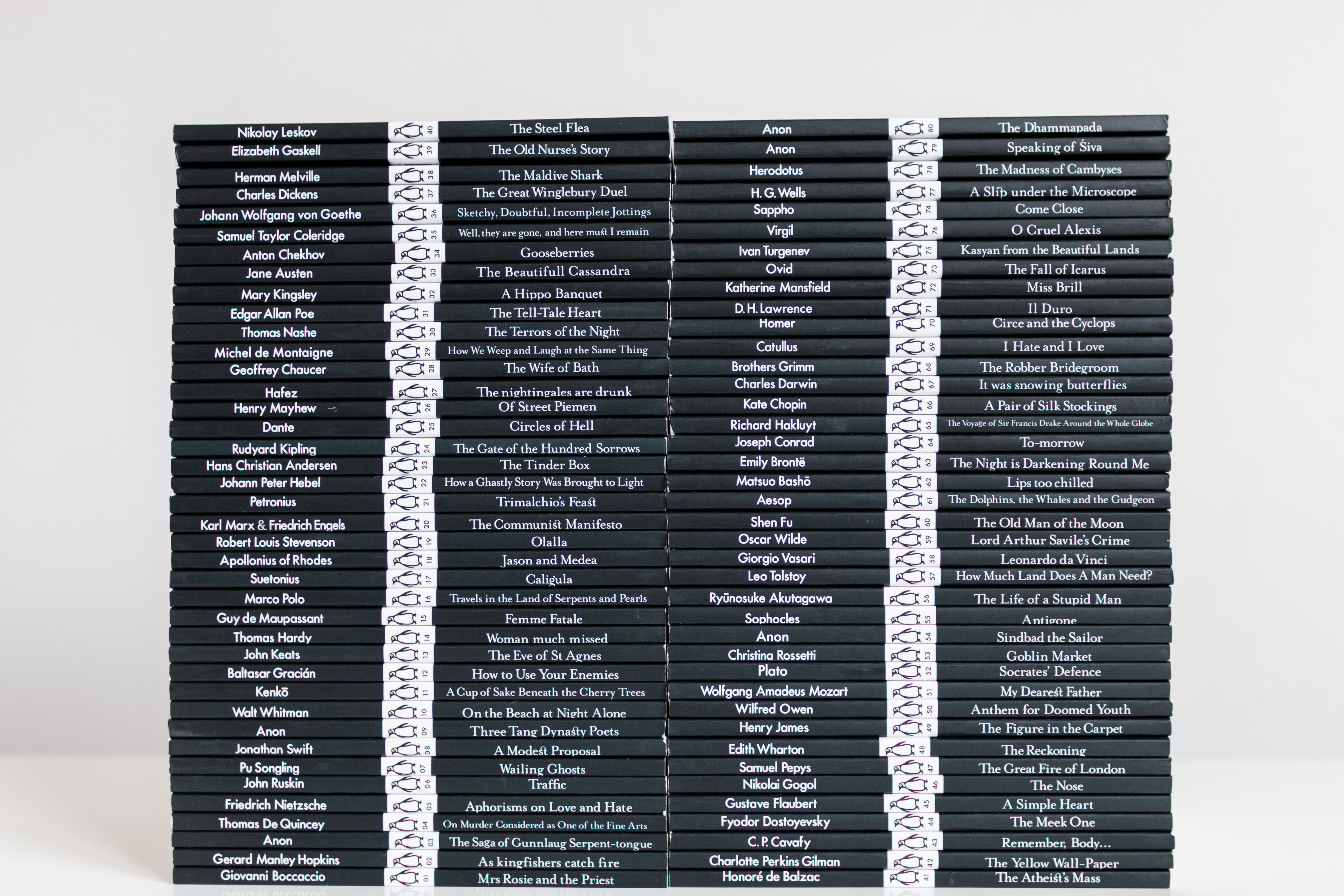
ペンギンブックスシリーズのコレクション「Little Black Classics」

叢書（そうしょ）とは、本のシリーズのことである。双書ともいう。
テーマなど特定の共通項に基づいていくつかの書物・著作をまとめあげたもの。「群書類従」や「ルーゴン・マッカール叢書」など、一定のテーマを追求して営々と編まれたものもあれば、ある出版社が同一の体裁で定期的に刊行するもので叢書と称しているものもある。広義には文庫・新書・選書も含む。

## 和書
日本の慣例ではある一定の判型のシリーズをそれぞれ「文庫」「新書」「選書」と呼び、これら3つはそれぞれの項で説明するので、それ以外のものを次項の叢書一覧に列挙する。
名称は「…ブックス」「…ライブラリー」などとする叢書もあり、さまざまである。「双書（そうしょ）」という表記は語義とは無関係な代用字のため使用するべきではないという見解がある。ただし、「有斐閣双書」などの例があり、広辞苑（第三版）でもこれを誤りとはしていない。

### 叢書一覧
- 岩波ブックレット : 岩波書店
- 岩波講座 : 岩波書店
- 岩波テキストブックス : 岩波書店
- NHKブックス : NHK出版
- 新潮選書 : 新潮社
- とんぼの本 : 新潮社
- 文春学藝ライブラリー : 文藝春秋
- 平凡社ライブラリー : 平凡社
- トーキングヘッズ叢書 : アトリエサード
- 角川選書 : 角川学芸出版
- ゲンロン叢書 : ゲンロン
- 講談社選書メチエ : 講談社
- フィギュール彩 : 彩流社
- 青弓社ライブラリー : 青弓社
- 平凡社東洋文庫 : 平凡社
- 世界史リブレット : 山川出版社
- 日本史リブレット : 山川出版社
- 歴史文化ライブラリー : 吉川弘文館
- 人物叢書 : 吉川弘文館
- ミネルヴァ日本評伝選 : ミネルヴァ書房
- P+D BOOKS : 小学館
- 白水Uブックス : 白水社
- エクス・リブリス : 白水社
- 新潮クレスト・ブックス : 新潮社
- ルリユール叢書 : 幻戯書房

### 休刊・廃刊
- 論創ミステリ叢書 : 論創社
- フィクションの楽しみ : 水声社
- フィクションのエル・ドラード : 水声社
- ラテンアメリカの文学 : 集英社
- ラテンアメリカ文学選集 : 現代企画室
- 文学の冒険 : 国書刊行会
- 未来の文学 : 国書刊行会
- エートル叢書 : 現代思潮新社

## 洋書
代表的な叢書にドイツのレクラム叢書やイギリスのエヴェリマン叢書がある。これらは「文庫」と訳されることもある。
- エヴェリマン叢書（エブリマン叢書、エヴェリマン文庫）
- レクラム叢書（レクラム文庫）